# Ценнстрём, Мария
Мария Ценнстрём (Сеннстрём) (швед. Maria Zennström; род. 25 июня 1962, Стокгольм) — шведская писательница, переводчица.

## Биография
Родилась 25 июня 1962 года в Стокгольме в семье шведского журналиста, переводчика и издателя Пер-Олова Ценнстрёма и Светланы Городецкой, дочери советского пушкиниста Бориса Городецкого.
В 1982 году по окончании гимназии приехала в Ленинград. В 1984 году поступила на режиссёрский факультет Всесоюзного государственного института кинематографии (мастерская Игоря Таланкина, а затем Анатолия Васильева). В 1991 году вернулась в Швецию.
В 2001 году из печати вышел её дебютный роман «Советские переживания Катарины», за который Шведская академия присудила ей стипендию Каллебергера.

## Фильмография
- 2016 – Last Days of Leningrad / Последние дни Ленинграда (короткометражный)

## Признание и награды
- 2001 — sv:Kallebergerstipendiet
- 2002 — sv:Borås tidnings debutantpris
- 2010 — sv:Aftonbladets litteraturpris
- 2011 — sv:Albert Bonniers stipendiefond för yngre och nyare författare
- 2014 — sv:Natur & Kultur arbetsstipendium